# Laurivaara naturreservat
Laurivaara naturreservat är ett naturreservat i Kiruna kommun i Norrbottens län.
Området är naturskyddat sedan 2020 och är 750 hektar stort. Reservatet ligger sydost om Vittangi och omfattar berget Laurivaara och en del av sjön Joukijärvi och består av tallhedar och granskogsklädda berg. 